# The Boatlift
The Boatlift – trzeci studyjny album amerykańskiego rapera, piosenkarza Pitbulla. Został wydany 27 listopada, 2007 roku. Kompozycja była promowana singlami: "Sticky Icky", "Secret Admirer", "Go Girl" i "The Anthem". Utwór "Fuego Remix" znalazł się w grze Madden NFL 08.
Album zadebiutował na 134. miejscu notowania Billboard 200 ze sprzedażą 32.084 egzemplarzy w pierwszym tygodniu. Kompozycja dotarła do 50. miejsca tegoż notowania.

## Lista utworów
| Nr | Tytuł                     | Producent        | Goście            | Czas |
| -- | ------------------------- | ---------------- | ----------------- | ---- |
| 1  | "A Little Story (Intro)"  | Wrek             |                   | 1:08 |
| 2  | "Go Girl"                 | Soundz           | Trina, Young Bo$$ | 3:49 |
| 3  | "Dukey Love"              | Mr. Collipark    | Trick Daddy, Fabo | 3:45 |
| 4  | "I Don't See 'Em"         | Tru              | Cubo, AIM         | 3:59 |
| 5  | "Midnight"                | Vein             | Casely            | 3:32 |
| 6  | "Ying & the Yang"         | Lil Jon          |                   | 3:27 |
| 7  | "The Anthem"              | Lil Jon          | Lil Jon           | 4:05 |
| 8  | "The Truth (Interlude)"   |                  |                   | 0:54 |
| 9  | "Candyman"                | Brown Thugz      | Twista            | 3:11 |
| 10 | "Sticky Icky"             | Lil Jon          | Jim Jones         | 3:56 |
| 11 | "My Life"                 | Drop & Deadbeats | Jason Derulo      | 3:44 |
| 12 | "Secret Admirer"          | Play-N-Skillz    | Lloyd             | 3:18 |
| 13 | "Get Up/Levantate"        | Play-N-Skillz    |                   | 3:17 |
| 14 | "Fuego (DJ Buddha Remix)" | Mr. Collipark    | Don Omar          | 3:49 |
| 15 | "Stripper Pole (Remix)"   | Eddie Perez      | Toby Love         | 3:56 |
| 16 | "Un Poquito"              | 110% Pure        | Yung Berg         | 3:42 |
| 17 | "Tell Me (Remix)"         | Lil Jon          | Frankie J, Ken-Y  | 4:34 |
| 18 | "Mr. 305 (Outro)"         |                  |                   | 0:45 |